# Ligne de Brevik
La ligne de Brevik est une ligne de chemin de fer norvégienne d'une longueur de 10 km reliant Eidanger à Brevik, dans le comté du Telemark.

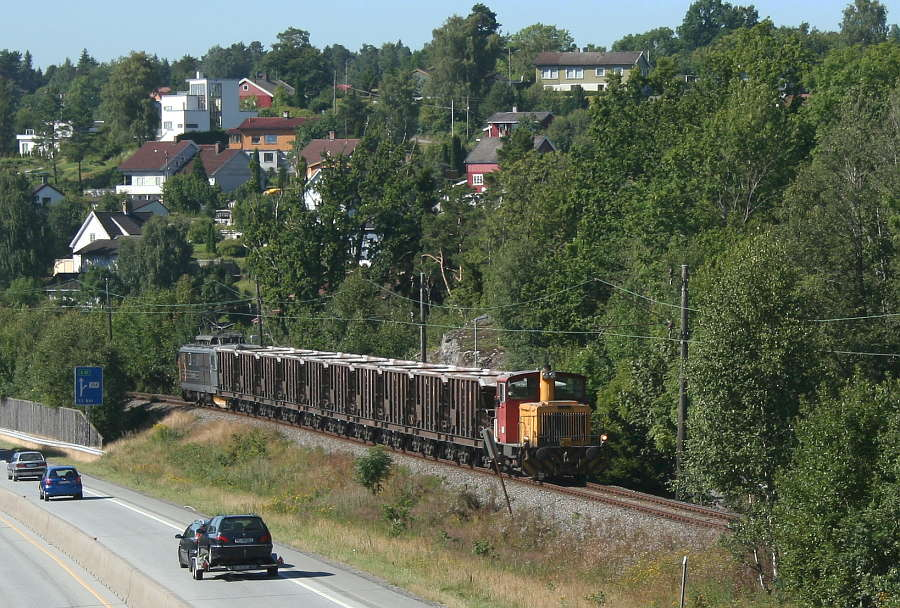
Transport de calcaire sur la ligne de Brevik.

## Histoire
La ligne a été ouverte en 1895 et possédait un écartement de 1 067 mm jusqu'en 1921 où des voies à écartement normal sont installées. Le trafic passager a été supprimé le 26 mai 1968. Depuis la ligne sert au transport de marchandises, principalement du calcaire.

## Terminal de fret de Grenland
En 1993, un terminal de fret est créé, desservi par une route départementale reliant le terminal à la route européenne 18.